# Eclissi solare del 12 ottobre 1977
L'eclissi solare del 12 ottobre 1977 è un evento astronomico che ha avuto luogo il suddetto giorno attorno alle ore 20.27 UTC.
L'eclissi, di tipo totale, è stata visibile in alcune parti del Nord America, del Sud America (Colombia e Venezuela) e dell'Oceano Pacifico.
La durata della fase massima dell'eclissi è stata di 2 minuti e 37 secondi e l'ombra lunare sulla superficie terrestre raggiunse una larghezza di 99 km; Il punto di massima totalità è avvenuto in mare lontano da qualsiasi terra emersa.
L'eclissi del 12 ottobre 1977 è diventata la seconda eclissi solare nel 1977 e la 177ª nel XX secolo. La precedente eclissi solare si è verificata il 18 aprile 1977, la seguente il 7 aprile 1978.

## Osservazioni
La National Geographic Society ha finanziato una spedizione marina guidata dal professore e astronomo statunitense Jay Posachoff del Williams College, che ha condotto una barca nell'Oceano Pacifico nord-orientale per osservare l'eclissi solare.
Il team di osservazione ha scattato foto del cielo e della corona durante la fase di totalità nonché dello spettro della corona e immagini a infrarossi.

## Eclissi correlate

### Eclissi solari 1975 - 1978
Questa eclissi è un membro di una serie semestrale. Un'eclissi in una serie semestrale di eclissi solari si ripete approssimativamente ogni 177 giorni e 4 ore (un semestre) in nodi alternati dell'orbita della Luna.

### Ciclo di Saros 143
L'evento fa parte del ciclo di Saros 143, che si ripete ogni 18 anni, 11 giorni, contenente 72 eventi. La serie è iniziata con un'eclissi solare parziale il 7 marzo 1617 e un evento totale dal 24 giugno 1797 al 24 ottobre 1995. Comprende eclissi ibride dal 3 novembre 2013 al 6 dicembre 2067 ed eclissi anulari dal 16 dicembre 2085 al 16 settembre 2536. La serie termina al membro 72 con un'eclissi parziale il 23 aprile 2873. La durata più lunga della totalità è stata di 3 minuti e 50 secondi il 19 agosto 1887. Tutte le eclissi di questa serie si verificano nel nodo ascendente della Luna.